# Leng Ngeth
Leng Ngeth (khmerski ឡេង ង៉ែត; ur. 1900 w Phnom Penh, zm. 1975) – kambodżański polityk, premier Kambodży od 26 stycznia do 3 października 1955.
Należał do Partii Demokratycznej. W czerwcu 1956 został ambasadorem w Związku Radzieckim, zaś od 1958 do 1962 był nim w Pekinie.